# Rue Seveste
La rue Seveste est une voie du 18e arrondissement de Paris, en France.

## Situation et accès
La rue Seveste est une voie située dans le 18e arrondissement de Paris. Elle débute au 56, boulevard Marguerite-de-Rochechouart et se termine au 7, place Saint-Pierre.

## Origine du nom

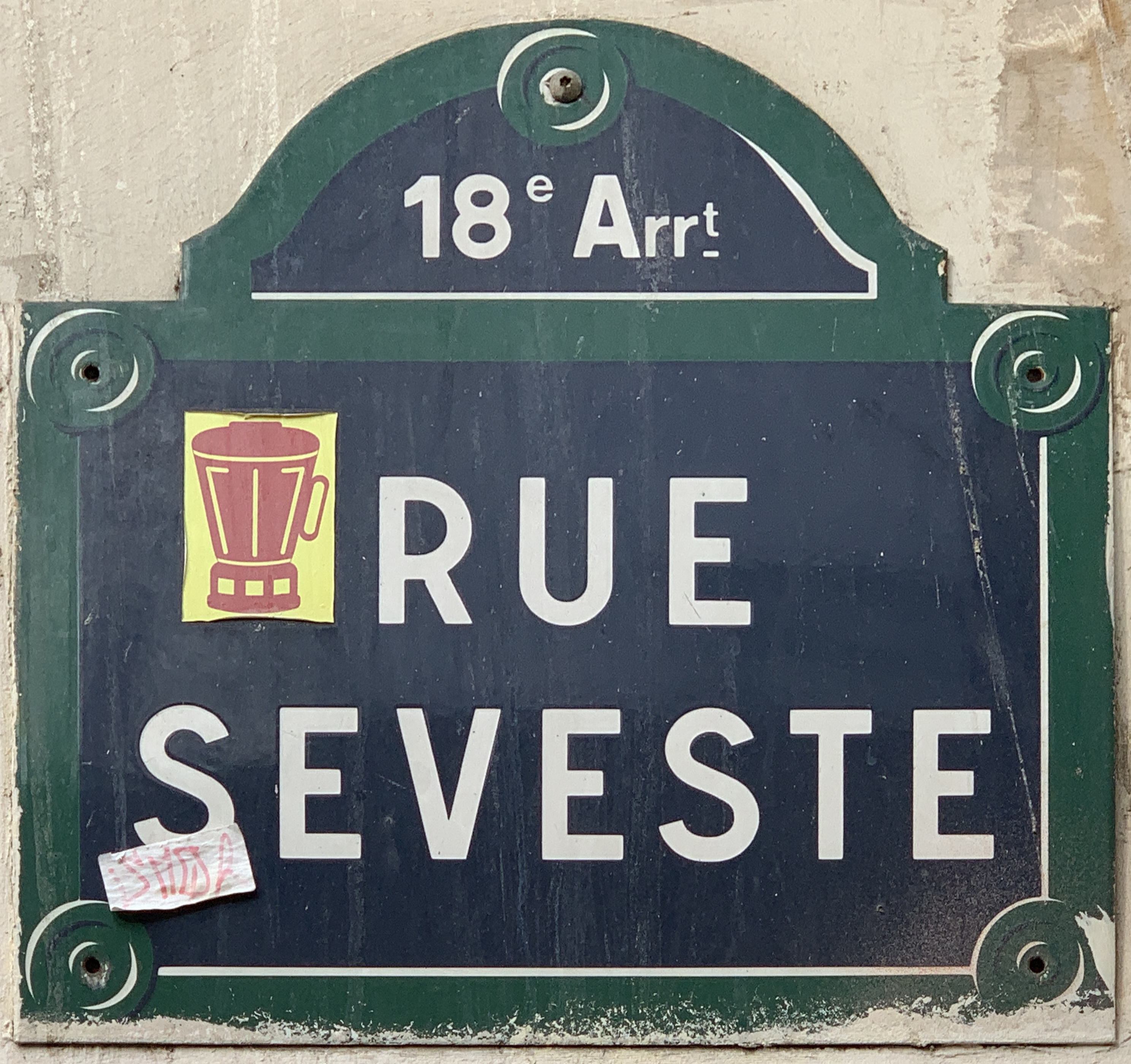
Plaque de la rue.

La rue est nommée en l'honneur de Jules Didier Seveste, petit-fils de Pierre-Jacques Seveste, également comédien, fondateur de plusieurs théâtres des anciennes communes prériphériques, notamment le théâtre de l'Atelier. Jules-Didier Seveste, jouant à la Comédie-Française, est mobilisé comme lieutenant pendant le siège de Paris. Grièvement blessé le 19 janvier 1871 à la bataille de Buzenval, il est amputé et nommé chevalier de la Légion d'honneur. Il meurt des suites de ses blessures le 30 janvier 1871. Une statuette à la Comédie-Française commémore également son souvenir.

## Historique
Le tronçon compris entre le boulevard de Rochechouart et la rue d'Orsel est indiqué sur le cadastre de l'ancienne commune de Montmartre de 1825  sous le nom de « rue Sainte-Marie » avant de prendre la dénomination de « rue de la Carrière » après sa prolongation jusqu'à la place Saint-Pierre lors de la création de celle-ci en 1853. 
La voie est classée dans la voirie parisienne par un décret du 3 juin 1868 avant de recevoir par un décret du 10 février 1875 son nom actuel.

## Bâtiments remarquables et lieux de mémoire
- No 5 : atelier du photographe Albert Harlingue (1879-1963)[2].
- No 10 : atelier du peintre Abel Bertram (1871-1954), en 1908[3].